# Petalidium halimoides
Petalidium halimoides là một loài thực vật có hoa trong họ Ô rô. Loài này được (Nees) S.Moore miêu tả khoa học đầu tiên năm 1880.